# Skotbu
Skotbu är en tätort i Nordre Follo kommun i Akershus fylke i sydöstra Norge. Orten ligger vid änden av fylkesväg 1367, vid den östliga linjen av Østfoldbanan, sydöst om kommunens centralort Ski.
Tidigare har orten tillhört dåvarande Kråkstads kommun, därefter dåvarande Ski kommun.